# Geelborstzanger
De geelborstzanger (Icteria virens) is een Amerikaanse insectenetende vogel die vroeger behoorde tot de familie van Amerikaanse zangers (Parulidae). Het is de enige soort in het geslacht Icteria. Er bestaat geen consensus bij welke familie dit geslacht moet worden ingedeeld. In 2017 besloot de American Ornithologists' Union tot plaatsing in een monotypische familie, Icteriidae.

## Kenmerken
Met een lengte van ongeveer 19 centimeter en een spanwijdte van ongeveer 25 centimeter is de geelborstzanger een vrij grote zangvogelsoort. Zijn verenkleed is olijfgroen tot olijfbruin van boven. De buik is wit en de borst en keel zijn geel. De donkerbruine ogen zijn omgeven door halvemaanvormige witte rondjes. Een witte wenkbrauwstreep loopt af naar de voorkant van de kop. Op de wang heeft hij een langwerpige witte vlek.

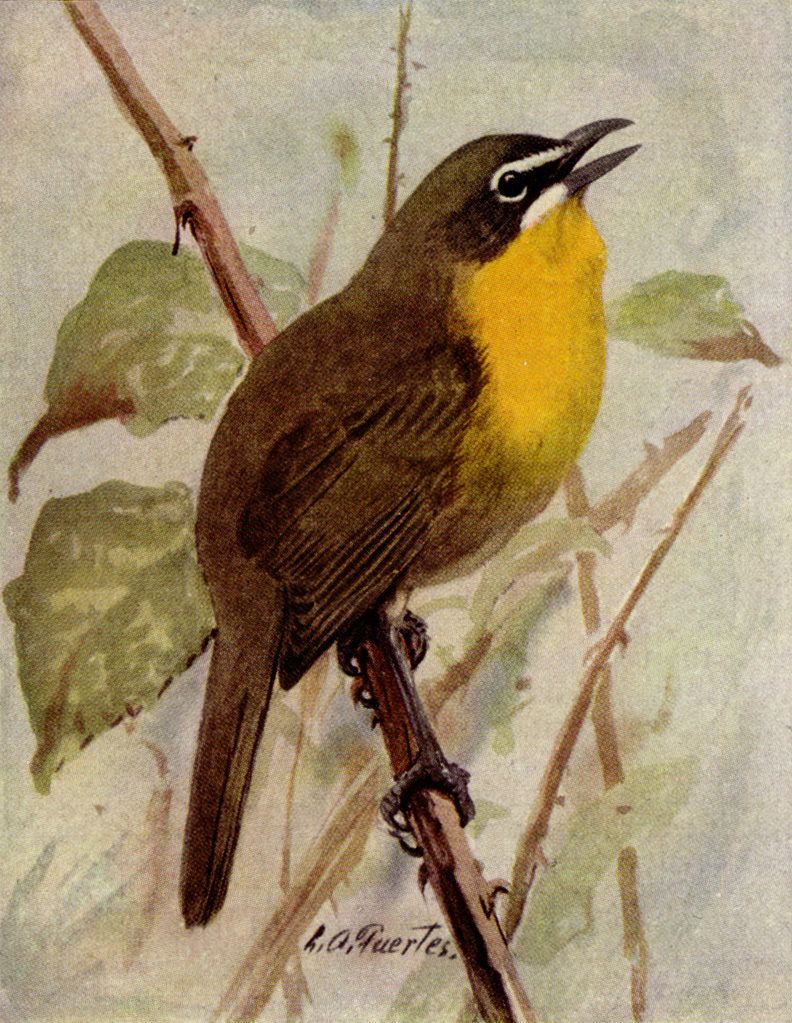
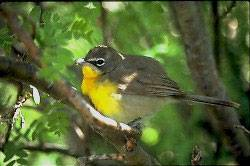

## Verspreiding en leefgebied
De geelborstzanger leeft in groepen met andere Amerikaanse zangvogels. Het verspreidingsgebied tijdens het broedseizoen strekt zich uit van het zuiden van Canada tot Midden-Mexico.
De geelborstzanger komt voor in gebieden met veel ondergroei langs beekjes en in rotskloven waar hij nestelt in dicht struikgewas.
De soort telt drie ondersoorten:
- Icteria virens auricollis: zuidwestelijk Canada en de westelijke Verenigde Staten.
- Icteria virens virens: van zuidoostelijk Canada en de oostelijke Verenigde Staten tot noordoostelijk Mexico.
- Icteria virens tropicalis: noordwestelijk Mexico.

In de winter trekken ze naar Mexico en Midden-Amerika.

## Status
In het oosten van de Verenigde Staten wordt de geelborstzanger bedreigd in zijn bestaan door ontbossingen en verstedelijking. Een andere bedreiging is de bruinkopkoevogel (Molothrus ater), die als de broedparasiet zijn eieren in de nesten van deze vogel legt. Deze koevogel heeft zich in de 20ste eeuw juist sterk uitgebreid. Echter, de geelborstzanger is internationaal geen bedreigde diersoort.